# Dejan Trajkovski
Dejan Trajkovski, slovenski nogometaš, * 14. april 1992, Maribor.
Trajkovski je člansko kariero v prvi slovenski ligi začel pri Mariboru leta 2011, leta 2015 je prestopil v Domžale, ki so ga leta 2016 posodile v FC Twente.
V dresu članske reprezentance je debitiral 11. novembra 2016 na kvalifikacijski tekmi na Malti proti malteški reprezentanci.